# Lamadeleine-Val-des-Anges
Ne doit pas être confondu avec Lamadelaine.
Lamadeleine-Val-des-Anges est une commune française située dans le département du Territoire de Belfort, la région culturelle et historique de Franche-Comté et la région administrative Bourgogne-Franche-Comté. 
Elle a fait partie du canton de Rougemont-le-Château à partir de 1984, et relève de celui de Giromagny depuis 2015. Ses habitants sont appelés les Modeleinas.

## Géographie
Ce tout petit village (c'est la commune la moins peuplée du département du Territoire-de-Belfort) est niché au fond d'une vallée étroite entaillant le versant sud du massif des Vosges à environ 650 mètres d'altitude. Son territoire (652 ha) est en grande partie couvert de forêts.
La rivière la Madeleine, qui prend sa source à 800 m d'altitude au fond de la vallée, au pied du Baerenkopf, rejoint la Saint-Nicolas 25 km plus au sud pour former avec elle la Bourbeuse.
C'est une des 189 communes du parc naturel régional des Ballons des Vosges.

### Climat
Pour des articles plus généraux, voir Climat de la Bourgogne-Franche-Comté et Climat du Territoire de Belfort.
En 2010, le climat de la commune est de type climat de montagne, selon une étude du Centre national de la recherche scientifique s'appuyant sur une série de données couvrant la période 1971-2000. En 2020, Météo-France publie une typologie des climats de la France métropolitaine dans laquelle la commune est exposée à un climat semi-continental et est dans la région climatique  Vosges, caractérisée par une pluviométrie très élevée (1 500 à 2 000 mm/an) en toutes saisons et un hiver rude (moins de 1 °C). 
Pour la période 1971-2000, la température annuelle moyenne est de 7,9 °C, avec une amplitude thermique annuelle de 16,4 °C. Le cumul annuel moyen de précipitations est de 1 603 mm, avec 13,1 jours de précipitations en janvier et 12 jours en juillet. Pour la période 1991-2020, la température moyenne annuelle observée sur la station météorologique de Météo-France la plus proche, « Giromagny_sapc », sur la commune de Giromagny à 7 km à vol d'oiseau, est de 10,2 °C et le cumul annuel moyen de précipitations est de 1 636,6 mm. 
La température maximale relevée sur cette station est de 37,2 °C, atteinte le 24 juillet 2019 ; la température minimale est de −18,9 °C, atteinte le 20 décembre 2009,,. 
Les paramètres climatiques de la commune ont été estimés pour le milieu du siècle (2041-2070) selon différents scénarios d'émission de gaz à effet de serre à partir des nouvelles projections climatiques de référence DRIAS-2020. Ils sont consultables sur un site dédié publié par Météo-France en novembre 2022.

## Urbanisme

### Typologie
Au 1er janvier 2024, Lamadeleine-Val-des-Anges est catégorisée commune rurale à habitat très dispersé, selon la nouvelle grille communale de densité à sept niveaux définie par l'Insee en 2022.
Elle est située hors unité urbaine. Par ailleurs la commune fait partie de l'aire d'attraction de Belfort, dont elle est une commune de la couronne,. Cette aire, qui regroupe 91 communes, est catégorisée dans les aires de 50 000 à moins de 200 000 habitants,.

### Occupation des sols
L'occupation des sols de la commune, telle qu'elle ressort de la base de données européenne d’occupation biophysique des sols Corine Land Cover (CLC), est marquée par l'importance des forêts et milieux semi-naturels (91,8 % en 2018), une proportion identique à celle de 1990 (91,8 %). La répartition détaillée en 2018 est la suivante : 
forêts (91,8 %), prairies (8,2 %). L'évolution de l’occupation des sols de la commune et de ses infrastructures peut être observée sur les différentes représentations cartographiques du territoire : la carte de Cassini (XVIIIe siècle), la carte d'état-major (1820-1866) et les cartes ou photos aériennes de l'IGN pour la période actuelle (1950 à aujourd'hui).

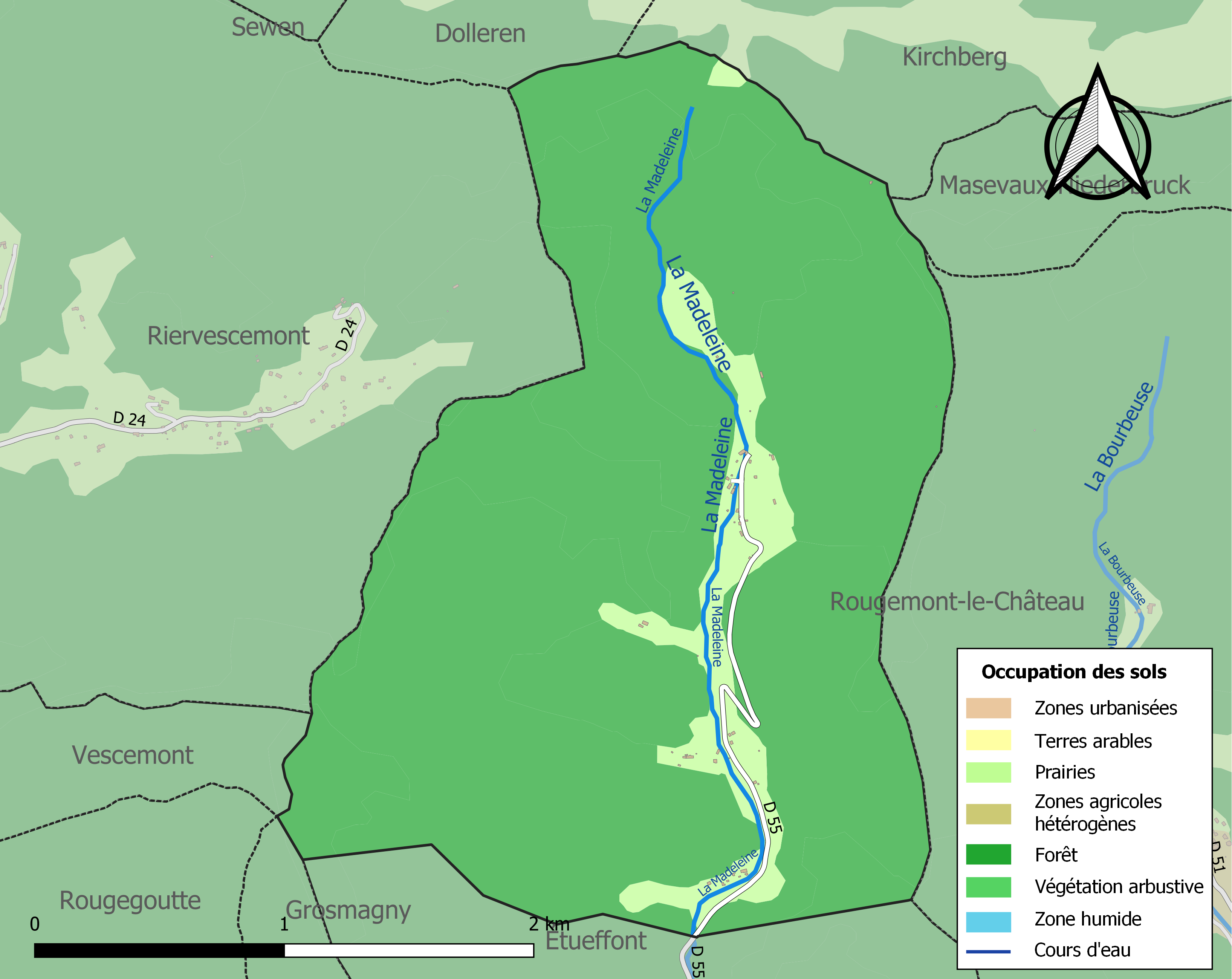
Carte des infrastructures et de l'occupation des sols de la commune en 2018 (CLC).

## Toponymie
- Capploney Marien Magdalenen im Engelthal (1350), Sainte-Madeleine (1549-1580), La Magdeleine (1793), La Magdelaine (1801), Lamadeleine-Val-des-Anges (1937).

## Histoire
Son nom est déjà mentionné en 1350, pour désigner un ermitage, sinon un prieuré, et une chapelle dédiée à sainte Marie-Madeleine. Au début du XVIIe siècle, la chapelle est encore un lieu de pèlerinages ; le village faisait alors partie de la paroisse d'Étueffont, ce n'est qu'en 1775 qu'il en fut détaché pour faire partie de la paroisse d'Anjoutey nouvellement créée.

## Politique et administration

### Liste des maires

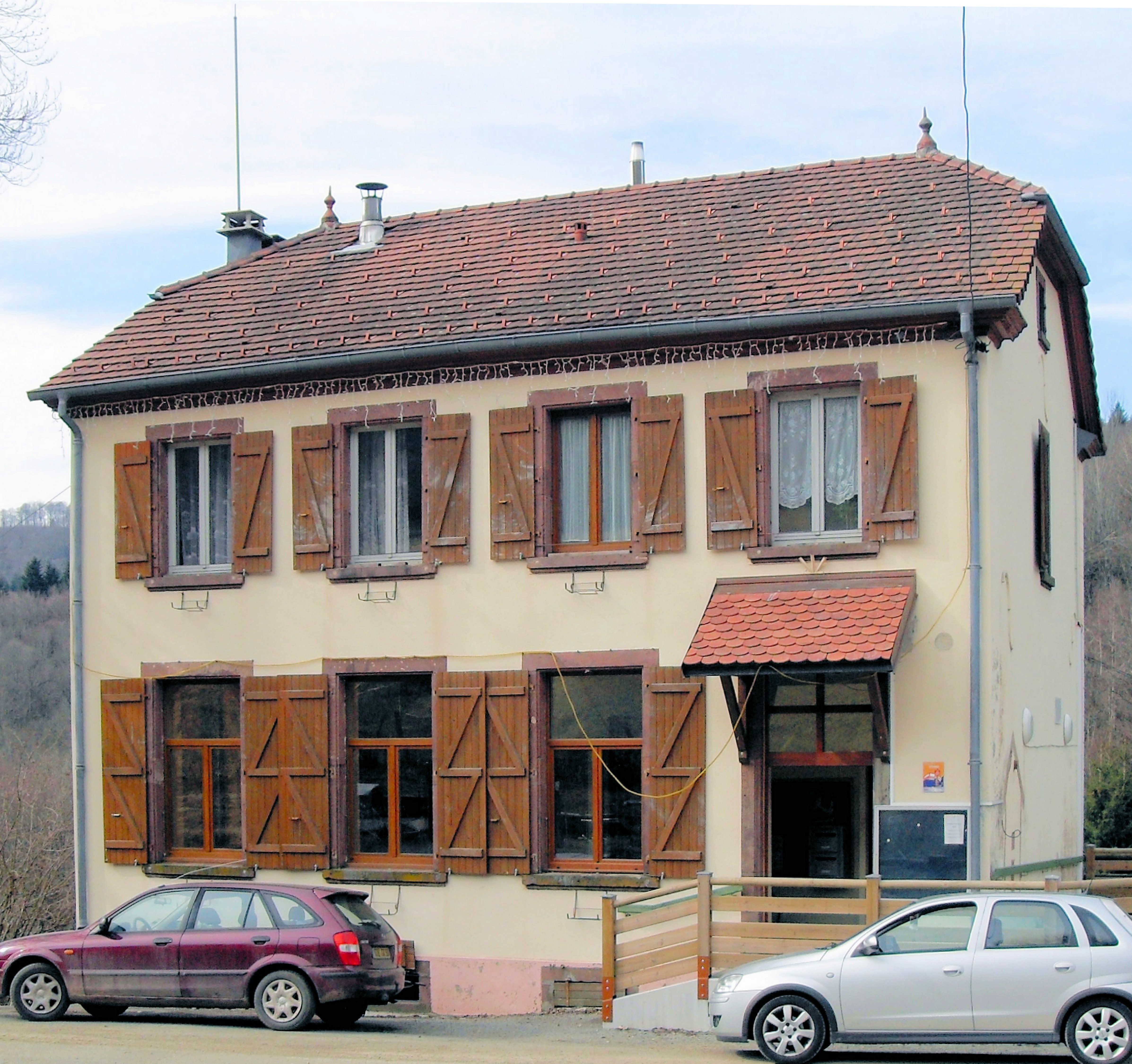
La mairie de Lamadeleine-Val-des-Anges.

| Période                                  | Période       | Identité          | Étiquette | Qualité |
| ---------------------------------------- | ------------- | ----------------- | --------- | ------- |
| Les données manquantes sont à compléter. |               |                   |           |         |
| avant 1988                               | ?             | Claude Lehmann    |           |         |
| mars 2008                                | mars 2014     | Renée Humbert     |           |         |
| mars 2014                                | novembre 2018 | René Zappini      |           |         |
| novembre 2018                            | En cours      | Guillaume Simonin |           |         |

### Budget et fiscalité 2015
En 2015, le budget de la commune était constitué ainsi :
- total des produits de fonctionnement : 36 000 €, soit 1 028 € par habitant ;
- total des charges de fonctionnement : 30 000 €, soit 848 € par habitant ;
- total des ressources d’investissement : 4 000 €, soit 112 € par habitant ;
- total des emplois d’investissement : 3 000 €, soit 93 € par habitant ;
- endettement : 68 000 €, soit 1 945 € par habitant.

Avec les taux de fiscalité suivants :
- taxe d’habitation : 13,21 % ;
- taxe foncière sur les propriétés bâties : 6,82 % ;
- taxe foncière sur les propriétés non bâties : 69,34 % ;
- taxe additionnelle à la taxe foncière sur les propriétés non bâties : 0,00 % ;
- cotisation foncière des entreprises : 0,00 %.

## Population et société

### Démographie
L'évolution du nombre d'habitants est connue à travers les recensements de la population effectués dans la commune depuis 1793. Pour les communes de moins de 10 000 habitants, une enquête de recensement portant sur toute la population est réalisée tous les cinq ans, les populations de référence des années intermédiaires étant quant à elles estimées par interpolation ou extrapolation. Pour la commune, le premier recensement exhaustif entrant dans le cadre du nouveau dispositif a été réalisé en 2004.

En 2022, la commune comptait 49 habitants, en évolution de +25,64 % par rapport à 2016 (Territoire de Belfort : −2,78 %, France hors Mayotte : +2,11 %).
| 1793 | 1800 | 1806 | 1821 | 1831 | 1836 | 1841 | 1846 | 1851 |
| ---- | ---- | ---- | ---- | ---- | ---- | ---- | ---- | ---- |
| 155  | 144  | 153  | 174  | 183  | 180  | 177  | 158  | 160  |

| 1856 | 1861 | 1866 | 1872 | 1876 | 1881 | 1886 | 1891 | 1896 |
| ---- | ---- | ---- | ---- | ---- | ---- | ---- | ---- | ---- |
| 128  | 153  | 146  | 171  | 148  | 120  | 124  | 96   | 102  |

| 1901 | 1906 | 1911 | 1921 | 1926 | 1931 | 1936 | 1946 | 1954 |
| ---- | ---- | ---- | ---- | ---- | ---- | ---- | ---- | ---- |
| 81   | 86   | 68   | 60   | 48   | 36   | 37   | 24   | 25   |

| 1962 | 1968 | 1975 | 1982 | 1990 | 1999 | 2004 | 2006 | 2009 |
| ---- | ---- | ---- | ---- | ---- | ---- | ---- | ---- | ---- |
| 29   | 28   | 14   | 14   | 29   | 33   | 35   | 31   | 33   |

| 2014 | 2019 | 2022 | - | - | - | - | - | - |
| ---- | ---- | ---- | - | - | - | - | - | - |
| 38   | 43   | 49   | - | - | - | - | - | - |

La commune est la moins peuplée du Territoire de Belfort ; à l'époque de l'exploitation intensive des mines et de la forêt, le village était beaucoup plus peuplé (il comptait encore 148 habitants en 1882).

## Lieux et monuments

La chapelle Sainte-Madeleine
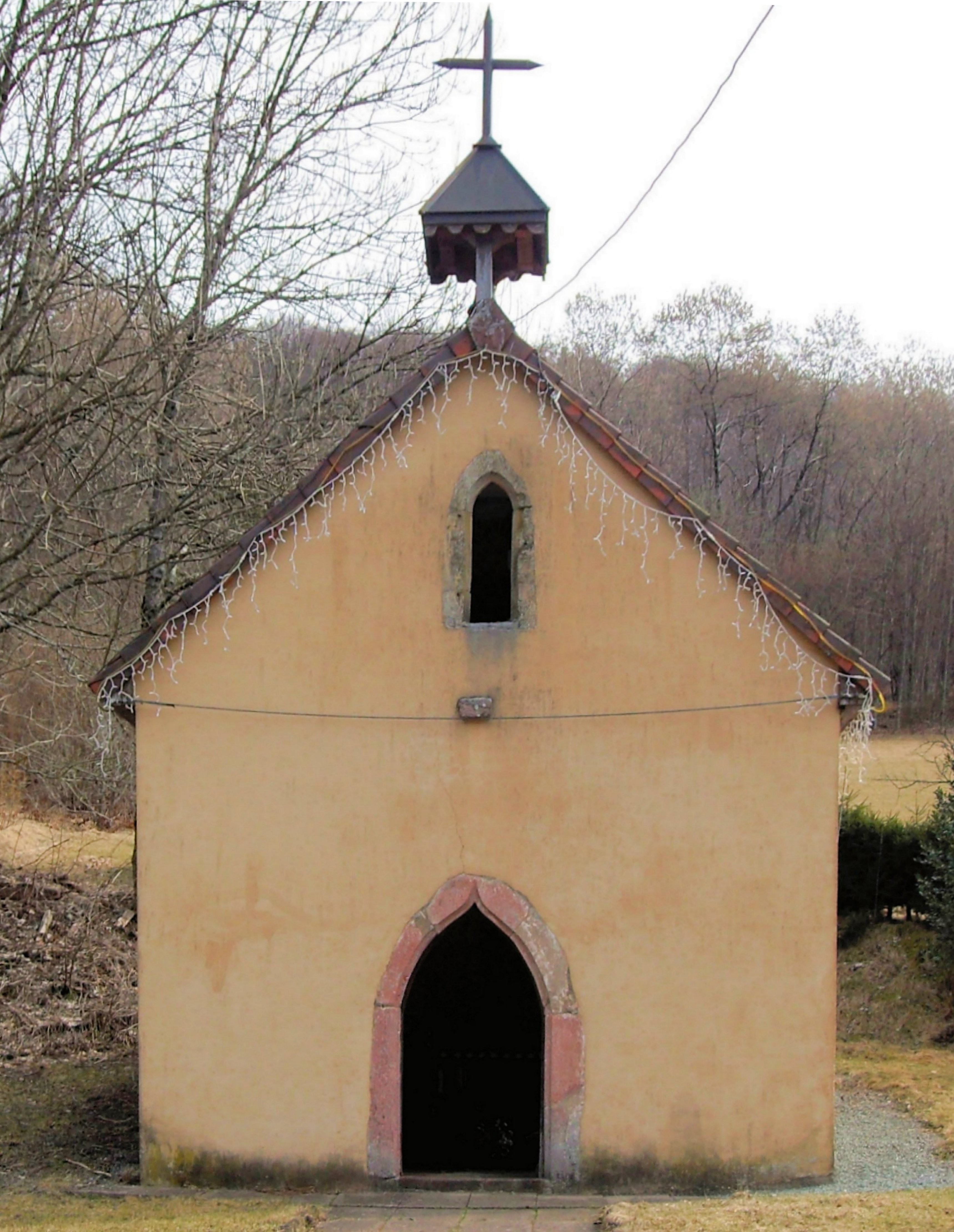
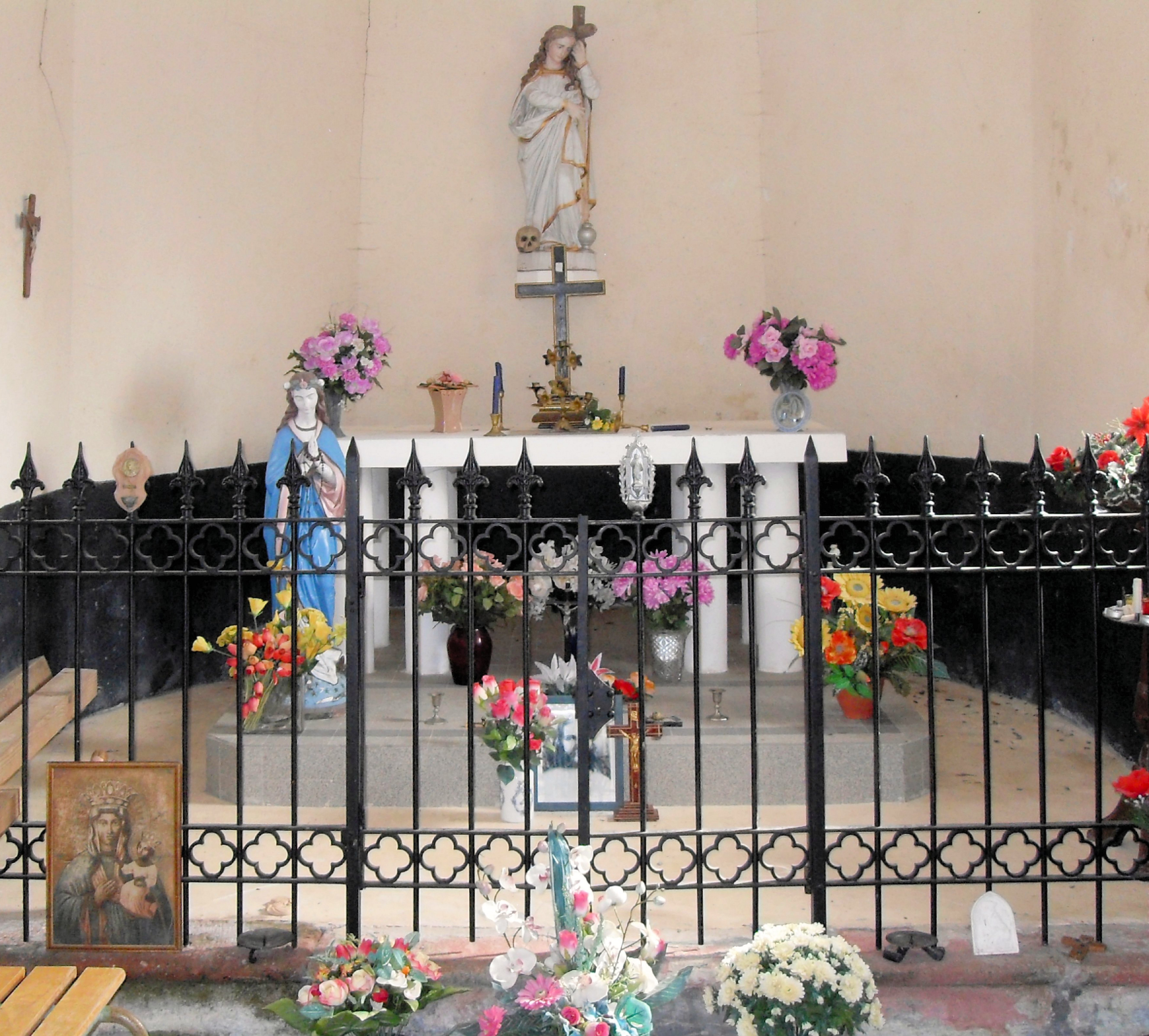

- La chapelle Sainte-Madeleine[21],[22].
- Monuments commémoratifs[23].

## Pour approfondir